# Municipio de Grange (Dakota del Sur)
El municipio de Grange (en inglés: Grange Township) es un municipio ubicado en el condado de Deuel en el estado estadounidense de Dakota del Sur. En el año 2010 tenía una población de 127 habitantes y una densidad poblacional de 1,36 personas por km².

## Geografía
El municipio de Grange se encuentra ubicado en las coordenadas 44°35′14″N 96°49′29″O / 44.58722, -96.82472. Según la Oficina del Censo de los Estados Unidos, el municipio tiene una superficie total de 93.07 km², de la cual 93,07 km² corresponden a tierra firme y (0 %) 0 km² es agua.

## Demografía
Según el censo de 2010, había 127 personas residiendo en el municipio de Grange. La densidad de población era de 1,36 hab./km². De los 127 habitantes, el municipio de Grange estaba compuesto por el 88,19 % blancos, el 10,24 % eran de otras razas y el 1,57 % eran de una mezcla de razas. Del total de la población el 11,81 % eran hispanos o latinos de cualquier raza.